# Johannes Koppe
Johannes Koppe (* 24. Juni 1883 in Leipzig; † 13. Mai 1959 ebenda) war ein deutscher Architekt, der vor allem im Wohnungsbau in Leipzig tätig war. Sein 2005 und 2006 aufgefundener Nachlass ist ein Zeugnis des Städtebaus der 1920er Jahre in Leipzig.

## Leben
Johannes Friedrich Koppe war der Sohn des Leipziger Xylographen und Inhabers einer grafischen Anstalt Richard Koppe und dessen Ehefrau Emma Wilhelmine. Er hatte zwei Brüder und zwei Schwestern. Wie sein älterer Bruder Robert absolvierte er eine Maurerlehre und besuchte danach die Königlich-Sächsische Baugewerkeschule zu Leipzig, die er als Baumeister abschloss. 1906 ging er für zwei Jahre nach Karlsruhe, um im Architekturbüro von Hermann Billing (1867–1946) Erfahrungen zu sammeln. Als Hospitant besuchte er auch Billings Vorlesungen an der Akademie für bildende Künste und der Technischen Hochschule Karlsruhe. 1908/1909 studierte er an der Universität München.

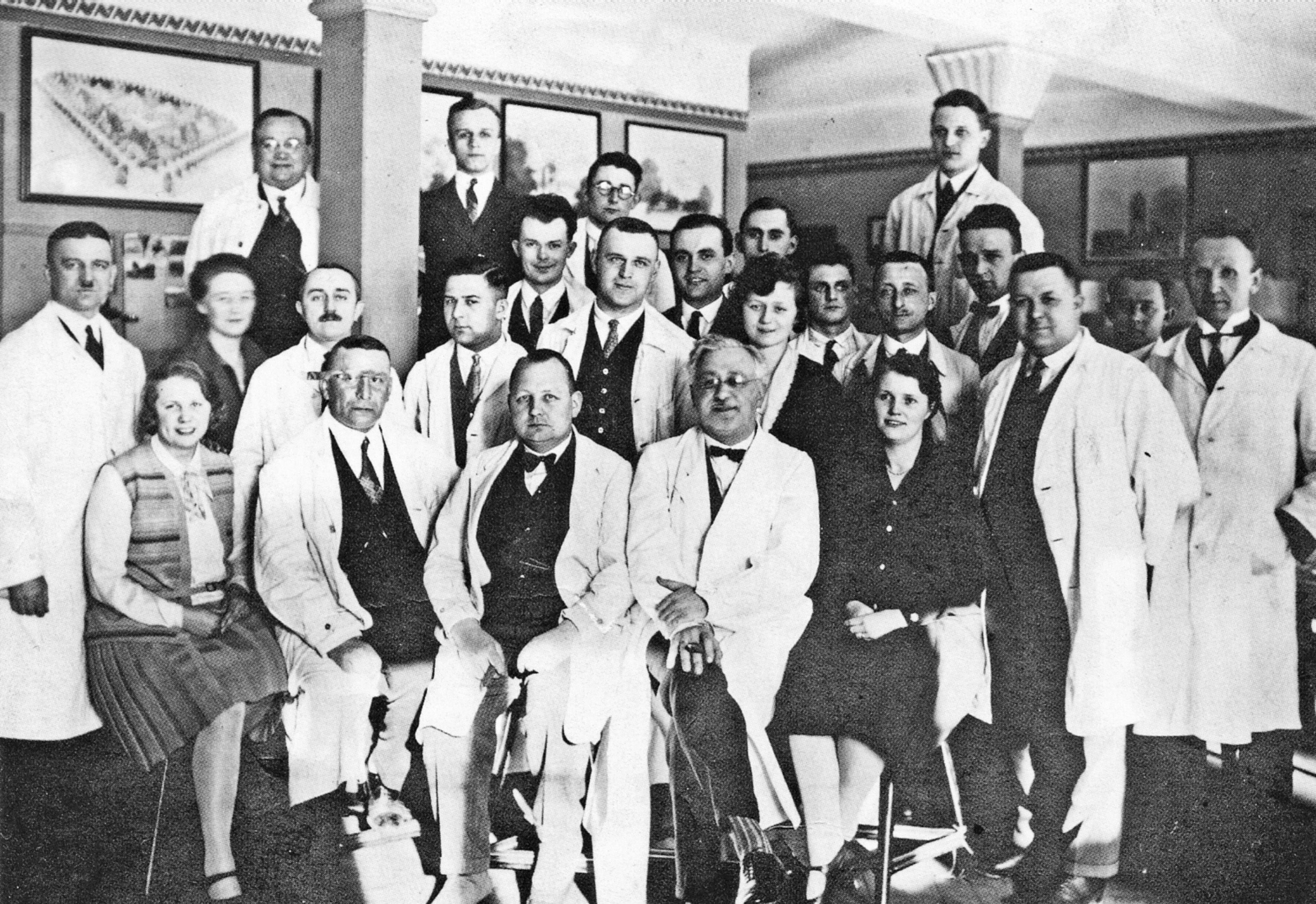
Architekturbüro Koppe & Hellriegel, vorn Mitte die Chefs, Koppe mit Brille

1910 kehrte er nach Leipzig zurück und gründete ein Architekturbüro, das er mit seinem Bruder Robert im Elternhause in der Breitenfelder Straße 71 betrieb. Als weitere Adressen folgten 1922 die Humboldtstraße 17, 1926 die Prendelstraße 17 (heute Karl-Rothe-Straße) und 1934 die Richterstraße 1. Schon während des Ersten Weltkrieges befassten sich die Brüder mit Siedlungen für Kriegsversehrte, was in einem gemeinsam verfassten Buch Niederschlag fand. Zusammen entwickelten sie auch den Jurkostein (Jurko = Johannes und Robert Koppe), ein preiswertes Baumaterial.
1920 trennte sich Johannes Koppe von seinem Bruder und nahm stattdessen den Architekten Otto Hellriegel (1889–1960) in sein Büro auf, zunächst als Mitarbeiter und später als Büroleiter. 1926 wurde Hellriegel Koppes Partner. Das Büro hieß inzwischen Technisches Büro für Architektur, industrielle und gewerbliche Anlagen, Kleinwohnungsbau und Siedlungswesen. Damit sind die Arbeitsgebiete umrissen. Eine Vorstellung des personellen Umfangs des Büros vermittelt eine Aufnahme von 1929. 
Koppe nahm an zahlreichen Ausschreibungen teil und erhielt auch einige Preise, so 1924 den zweiten Preis für den Entwurf des neuen Grassimuseums und eine lobende Erwähnung beim Bau der Königshauspassage. Gemeinsam mit Hellriegel beteiligte er sich am Wettbewerb zur Krochsiedlung, bei dem sie den mit 3000 Goldmark dotierten dritten Preis erreichten. Zur Ausführung des ersten Bauabschnitts war Koppes Büro an einer Planungsgemeinschaft beteiligt und stellte so die Pläne für etwa ein Drittel der über 1000 Wohnungen bereit. Zahlreiche weitere Wohnprojekte wurden in Gohlis, Lindenau, Marienbrunn und der Leipziger Südvorstadt realisiert. Er errichtete aber auch Industriebauten, wie zum Beispiel für Grohmann & Frosch in Plagwitz und die Firma Wellner in Aue. Zuvor den Wünschen der Auftraggeber folgend und auf traditionelle Formensprache beschränkt, erscheinen ab 1929 Bauten im Stil des Neuen Bauens (Steinstraße, Tennis-Klubhaus). 
Nach 1945 plante Koppe Neubauernsiedlungen, zum Beispiel in Frohburg und Rüdigsdorf, und einige Industriebauten für Betriebe der Sowjetischen Aktiengesellschaft (SAG) wie die Produktionshalle in der Karl-Heine-Straße. 
Von 1927 bis 1929 war Koppe für die Reichspartei des Deutschen Mittelstandes Stadtverordneter in Leipzig. Zur gleichen Zeit war er auch Vorsitzender der Wirtschaftlichen Vereinigung Deutscher Architekten (WDA), sein Büro in der Prendelstraße fungierte als Hauptgeschäftsstelle der WDA.

## Bauten  (Auswahl)
(Wenn nicht anders vermerkt, sämtlich in Leipzig und unter Denkmalschutz)
- 1912/13 Gaedtvilla in Aue
- 1923: Poetenweg 15/17,35
- 1924: Sozial- und Verwaltungsbau der Firma Wellner in Aue, letzterer heute Landratsamt
- 1920: Wohnensemble Wiprechtstraße 1–23, Lützner Straße 155–161, Groitzscher Straße 38–44 und Thietmarstraße 2–24,
- 1929/30: Steinstraße 38/40 und 44/46
- 1930–1933: Triftweg 37–67
- 1932: Am Elsterwehr 2, Vereinshaus des Tennisklubs R. C. Sport e. V. Leipzig
- 1935: Fliederhof 1–26
- 1953: Karl-Heine-Straße 89, Produktionshalle, heute Große Halle des Kunstquartiers Westwerk

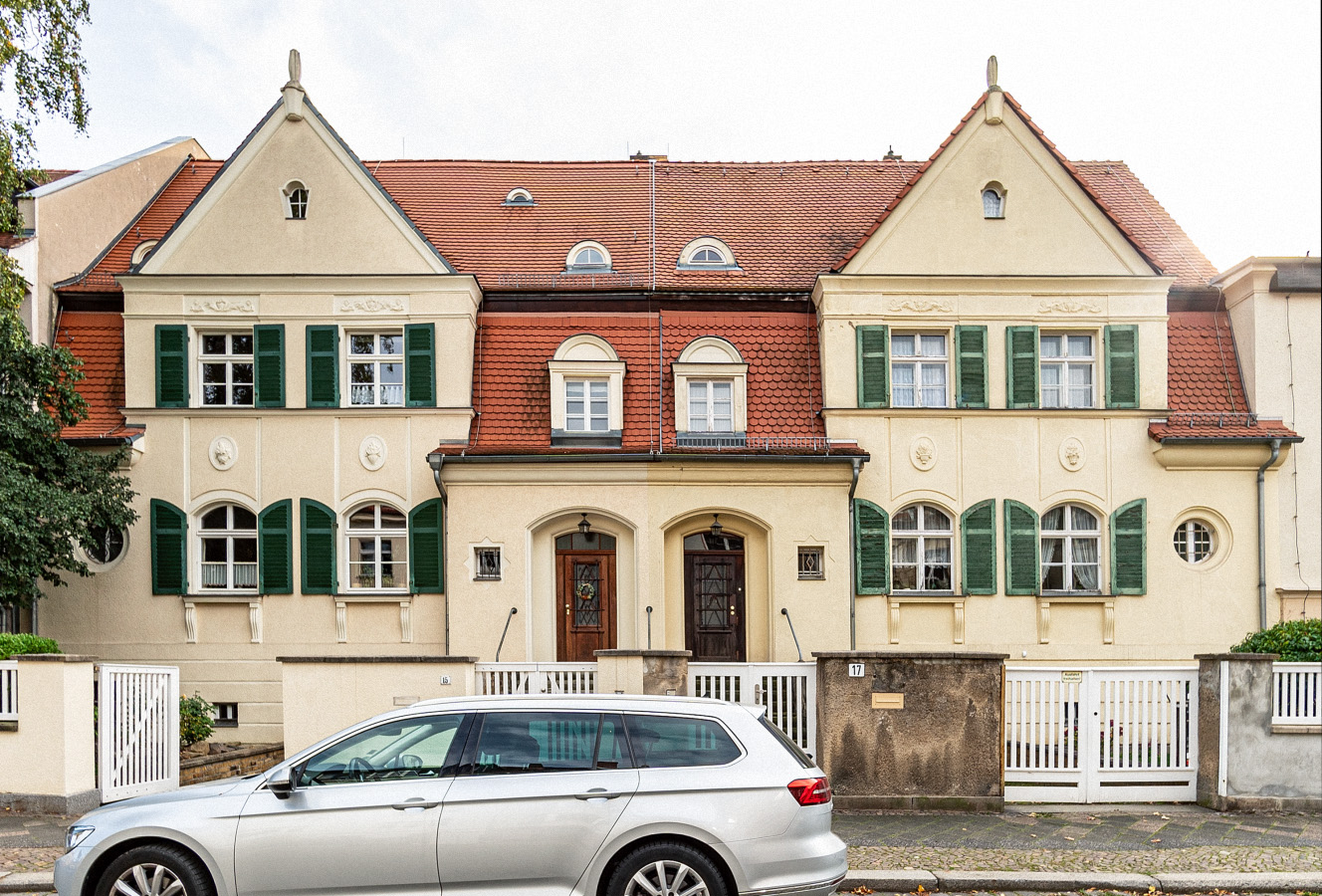
Poetenweg 15/17 (2020)
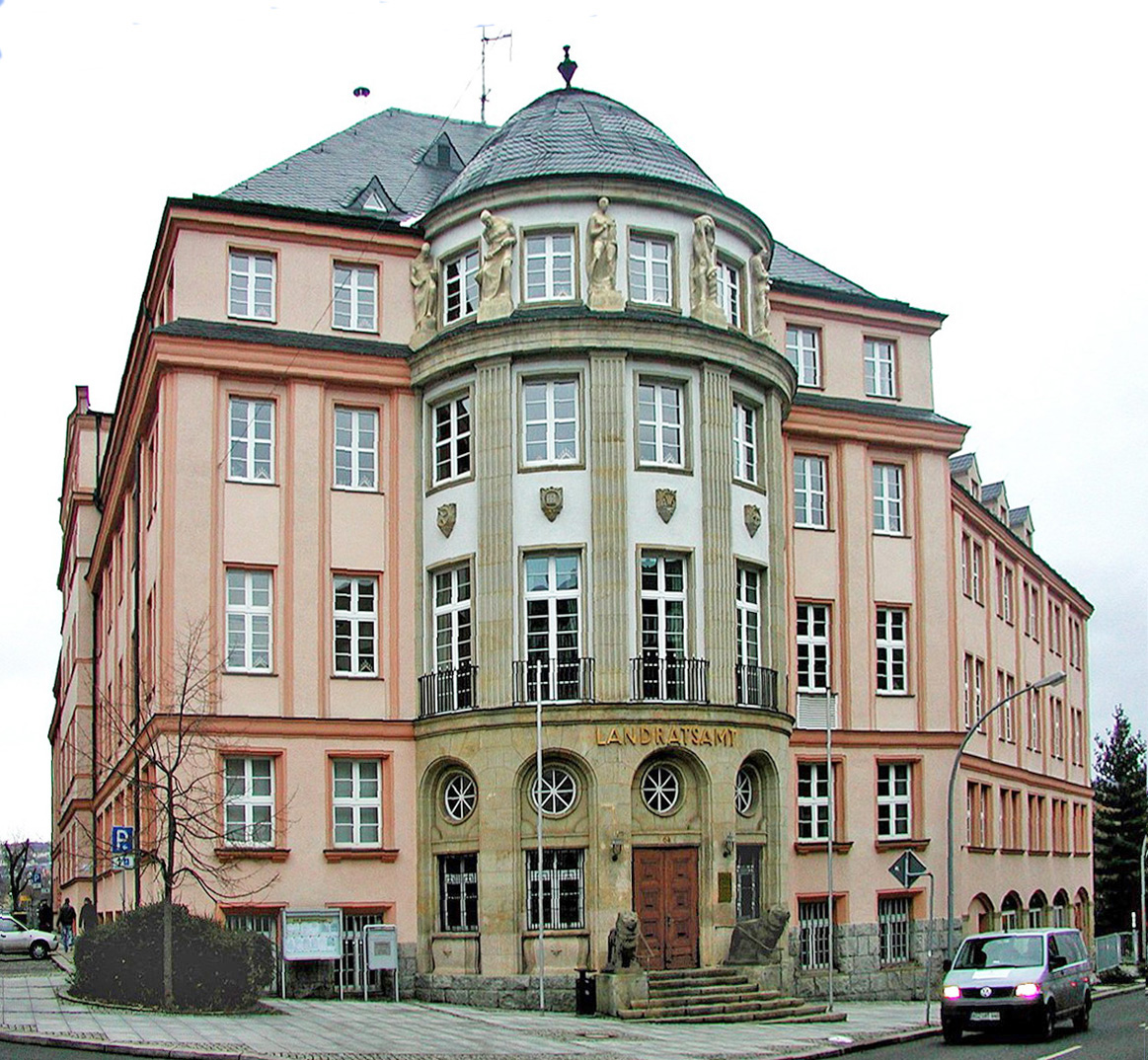
Landratsamt Aue (2007)
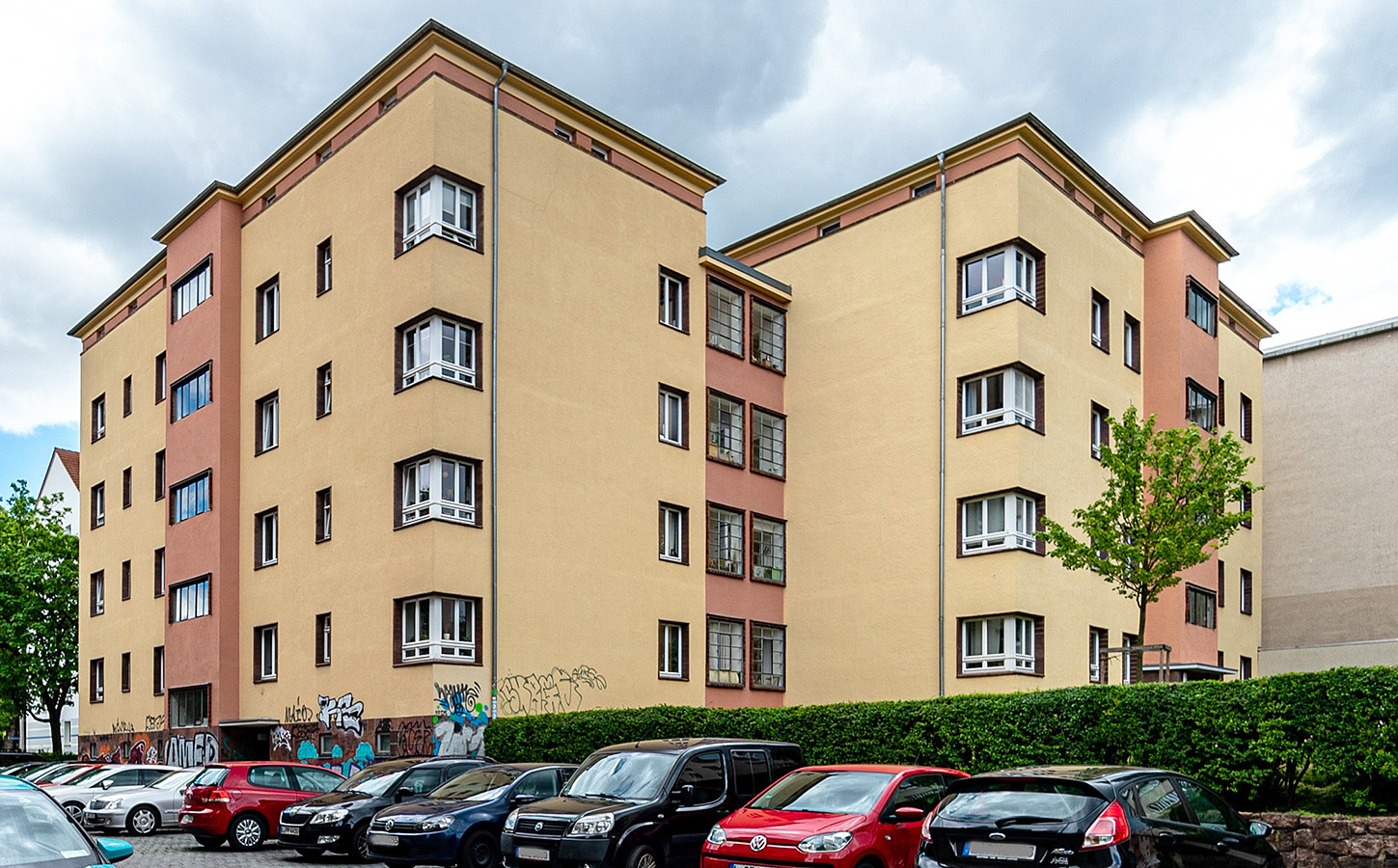
Steinstraße 44/46 (2021)
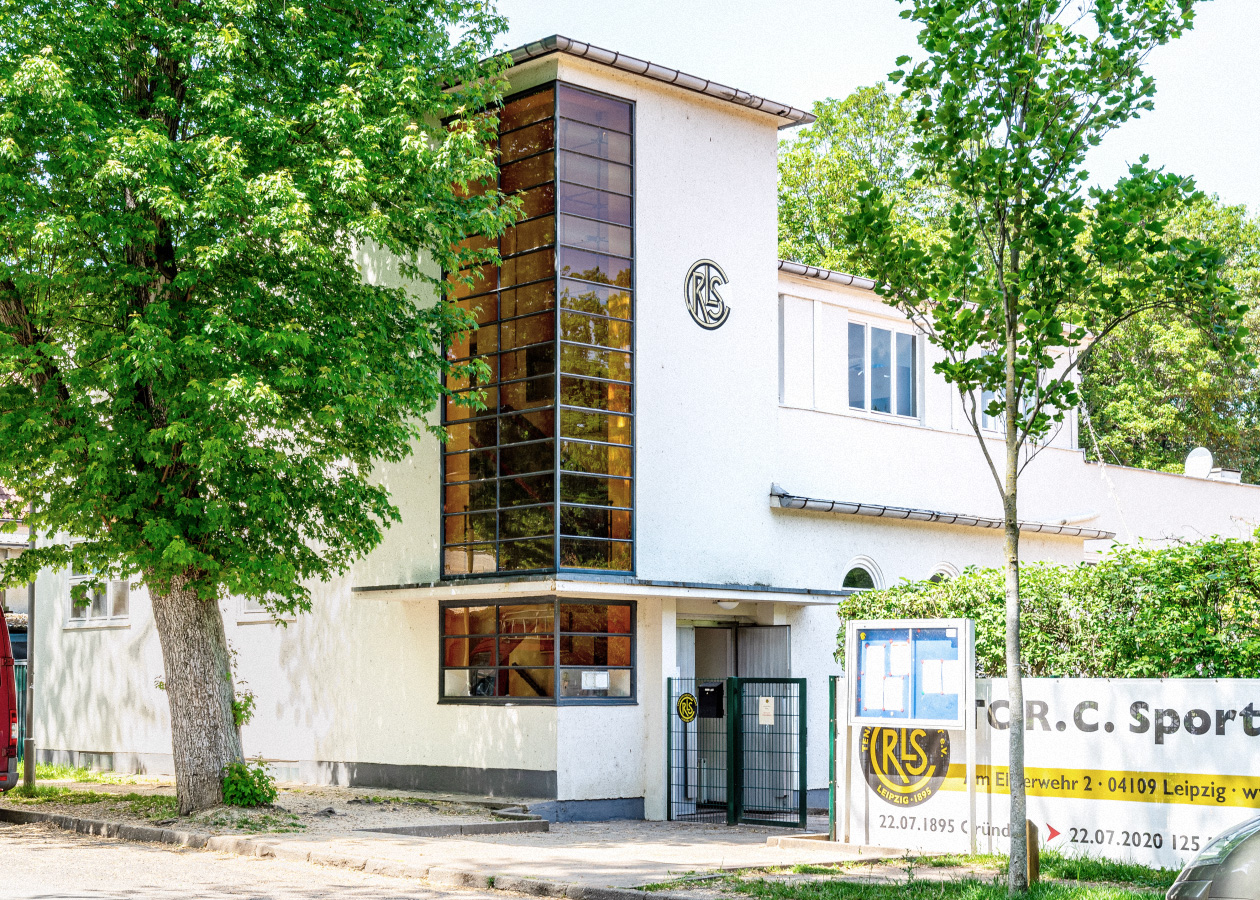
Klubhaus R.C.Sport (2020)
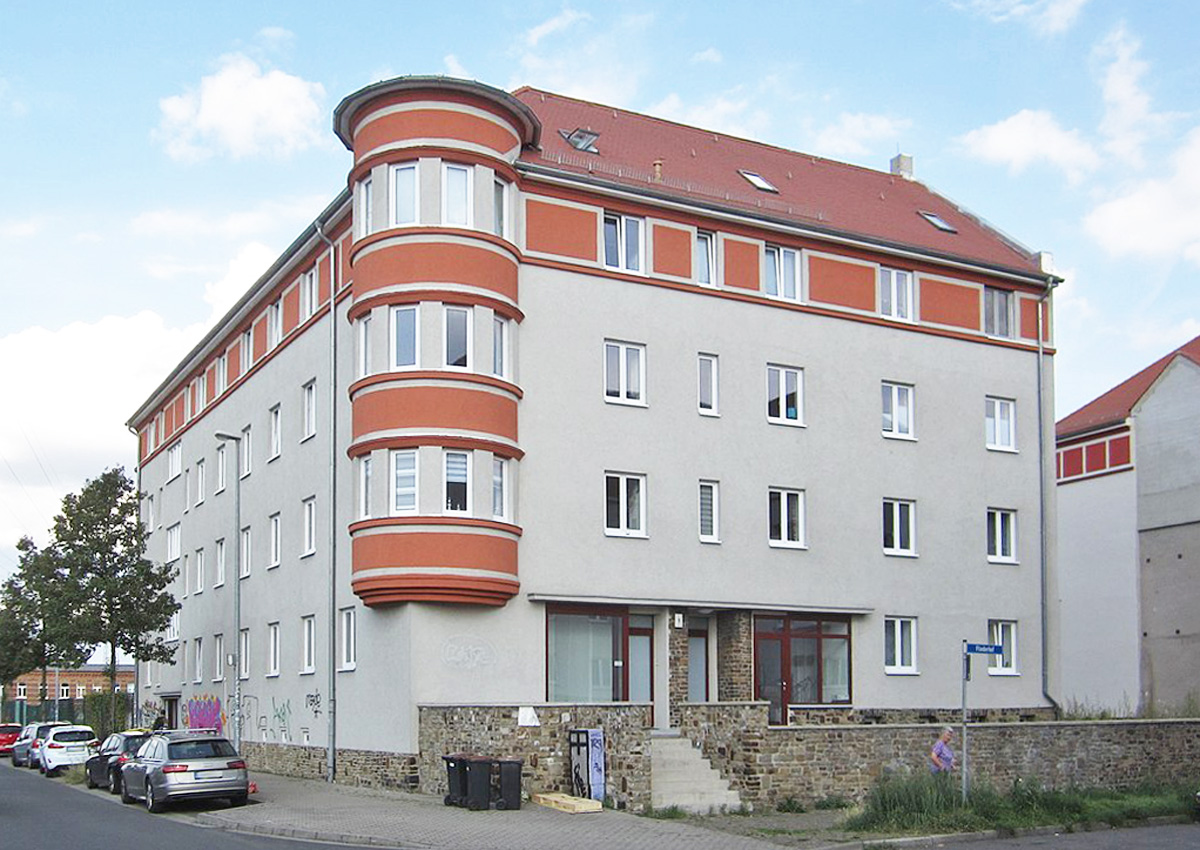
Fliederhof 1 (2021)
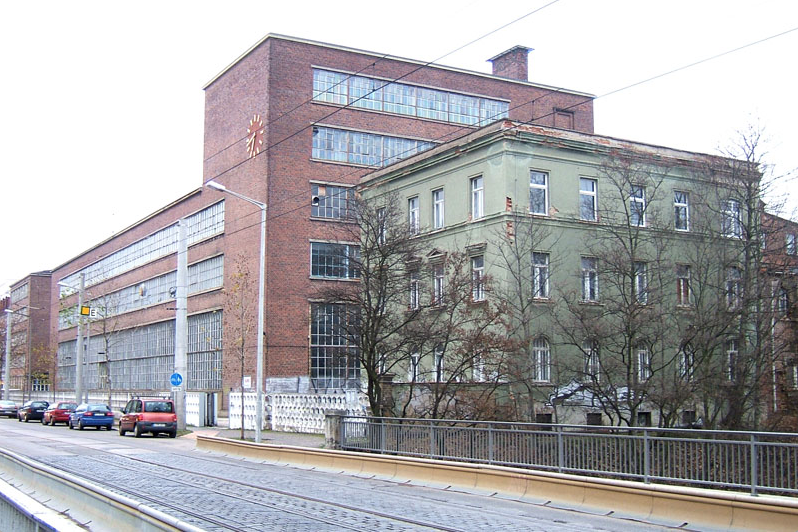
Westwerk (2009)

## Nachlass
In den Jahren 2005 und 2006 wurden an zwei verschiedenen Stellen insgesamt über 6000 Bauzeichnungen und andere Unterlagen aus dem Koppeschen Architekturbüro entdeckt, allesamt in einem sehr schlechten Erhaltungszustand. Sie wurden dem Stadtarchiv übergeben, das sie in Zusammenarbeit mit dem Zentrum für Bucherhaltung restauriert und auswertet. 2019 konnte bereits eine erste Ausstellung restaurierte Bauzeichnungen im Stadtarchiv stattfinden. Koppes Unterlagen sind mit Abstand der größte Nachlass eines Leipziger Privatarchitekten und damit eine wertvolle Quelle für die Stadt- und Architekturgeschichte.